# گازیت-گلوب
گازیت-گلوب (به انگلیسی: Gazit-Globe) شرکت املاک اسرائیلی است، که در زمینه ساخت، مدیریت و معاملات املاک مسکونی، تجاری، ساختمان‌های اداری و مجتمع‌های درمانی فعالیت می‌کند.
شرکت گازیت-گلوب در سال ۱۹۸۲ تأسیس شد و در حال حاضر دارای عملیات در ۲۰ کشور جهان می‌باشد. این شرکت مالک بیش از ۶۶۰ مجتمع و ساختمان تجاری، اداری، مسکونی و مرکز خرید است، که ارزشی معادل ۱۹ میلیارد دلار را دارا می‌باشند.
دفتر مرکزی این شرکت در شهر تل‌آویو، اسرائیل قرار دارد و بخشی از سهام آن در بازارهای بورس نیویورک، بورس تل‌آویو، بورس تورنتو و بورس یورونکست وین معامله می‌شود.